# 돈혜황귀비
돈혜황귀비 (敦惠皇貴妃, 1856년 9월 6일 ~ 1933년 5월 18일) 서림각라씨는 만주 양람기 기인이고, 주사 나림의 딸이자, 필첩형 길경의 손녀이자, 청나라 동치제의 황귀비이다.

## 생애

### 어린 시절
함풍 6년 8월 8일 사시(巳時)에 태어났다. 동치 11년 2월 3일, 진귀인으로 봉해졌고, 9월 13일, 묘각에 경인궁 유빈과 경인궁 순빈이 입궁했으며, 진귀인은 혜비와 함께 영화궁에 거처하였다. 가문이 다른 몇몇 후궁들과 비교가 안되기 때문에 지위가 가장 낮았다.
동치 13년 (1874년) 11월 15일, 양궁 황태후의 교지를 받아 진빈으로 진봉하였다. 광서 20년 1월, 서태후는 그해 60세 생일을 맞아 내정 비빈들이 평소 자신을 근면하게 모셨다는 이유로, 진빈을 진비로 진봉하였다. 광서 34년 10월 25일, 선통제에 의해 황고진귀비로 진봉하였다. 선통제는 동치제와 광서제의 대를 이은 후손으로 대통을 계승했고, 동치제의 미망인은 광서제의 미망인과 권력투쟁을 시작했다. 진귀비는 불사에 전념하여 유황귀비 밑에 있었다.

### 민국시기
민국 2년 2월 5일 (1913년 3월 12일), 영혜황귀비로 진봉하였다. 민국 11년에 선통제의 대혼사 즈음 하여, 영혜황귀태비라 하였다. 영혜황귀태비는 민국 13년 10월 25일 (1924년 11월 21일), 선통제가 자금성에서 쫓겨나자, 그를 따라 궁궐을 나왔다. 민국 22년 4월 24일 (1933년 5월 18일) 오후 7시, 옛 영수고륜공주부에서 78세의 나이로 별세하였다. 시호는 돈혜황귀비(敦惠皇貴妃)이다. 관구는 기린비골목 5번지 부중에 있다. 민국 24년 2월 11일 (1935년 3월 15일), 헌철황귀비 관곽과 함께 쌍산욕혜릉비원침에 봉안하였다.

## 돈혜황귀비가 나온 작품
| 년도 | 제목     | 배우   | 역할     |
| ---- | -------- | ------ | -------- |
| 2020 | 말대주량 | 후싱얼 | 송혜태비 |

## 같이 보기
- 입팔분공